# Wyhl am Kaiserstuhl
Wyhl am Kaiserstuhl est une commune de Bade-Wurtemberg (Allemagne), située au Nord du petit massif de montagnes Kaiserstuhl, dans l'arrondissement d'Emmendingen, dans le district de Fribourg-en-Brisgau.

## Projet de centrale nucléaire
Wyhl am Kaiserstuhl a été dans les années 1970 le lieu d'une vive opposition du mouvement anti-nucléaire au projet de construction de deux réacteurs nucléaires. Depuis 1969 était planifié l'implantation d'une centrale nucléaire à Breisach. En juillet 1973, le projet a été déplacé à Wyhl à la suite des protestations. Ce projet a été définitivement abandonné en application d'un jugement du Tribunal administratif de Fribourg-en-Brisgau en 1977, confirmé en appel à Mannheim en 1982.